# Bar El Federal

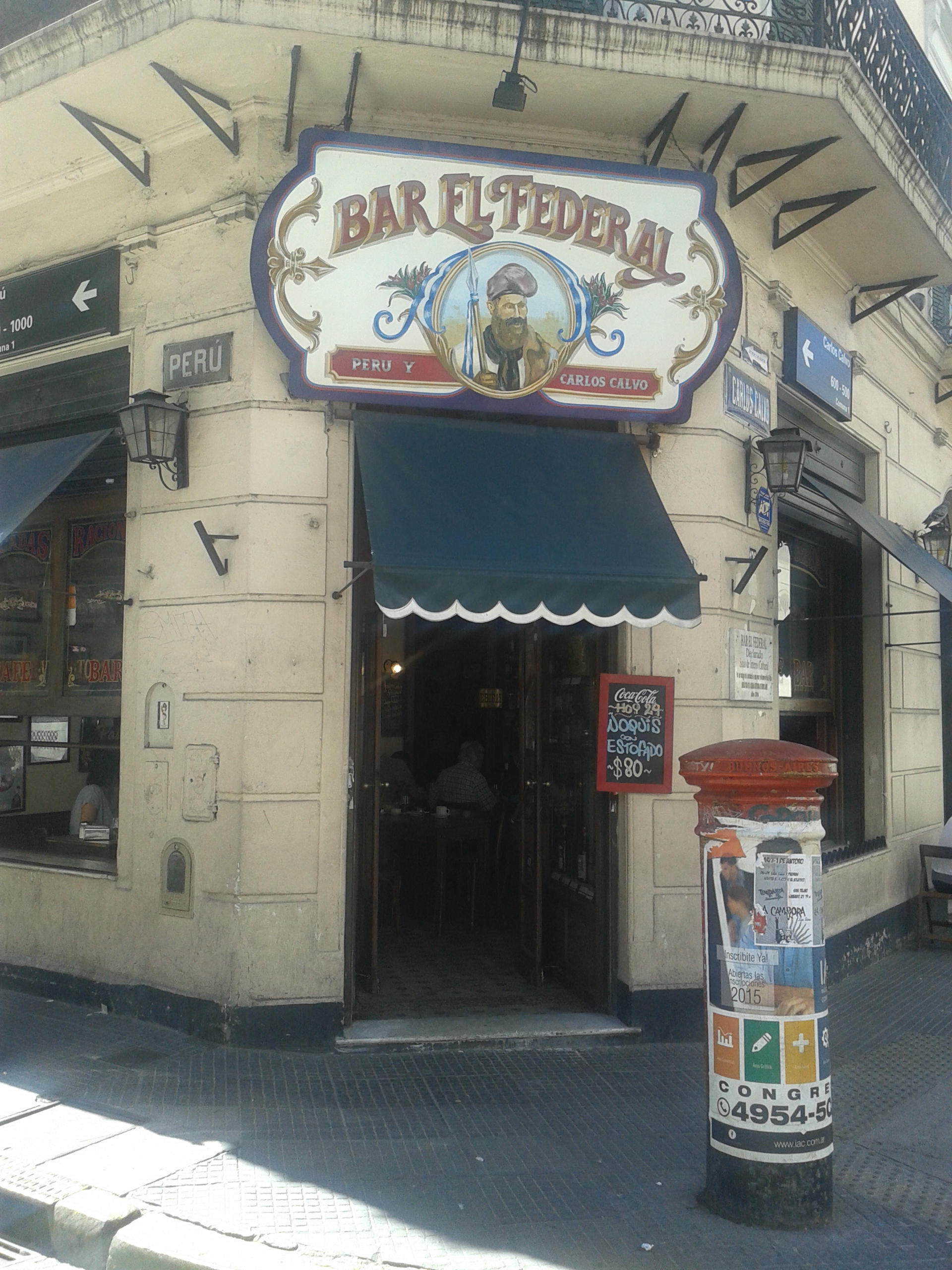
Bar El Federal. Carlos Calvo y Perú, barrio San Telmo, Buenos Aires.

El Federal es el bar y restaurante más antiguo en funcionamiento de la Ciudad de Buenos Aires. Se encuentra en Carlos Calvo 599, esquina Perú, en el viejo barrio de San Telmo.
Inaugurado en 1864 como almacén, más tarde se instaló en el actual edificio de dos plantas de estilo italianizante, construido a fines del siglo XIX. Los interiores se mantienen originales de comienzos del siglo XX, y el café es elegido tanto por los porteños como por una gran cantidad de turistas que visitan el casco histórico de Buenos Aires.

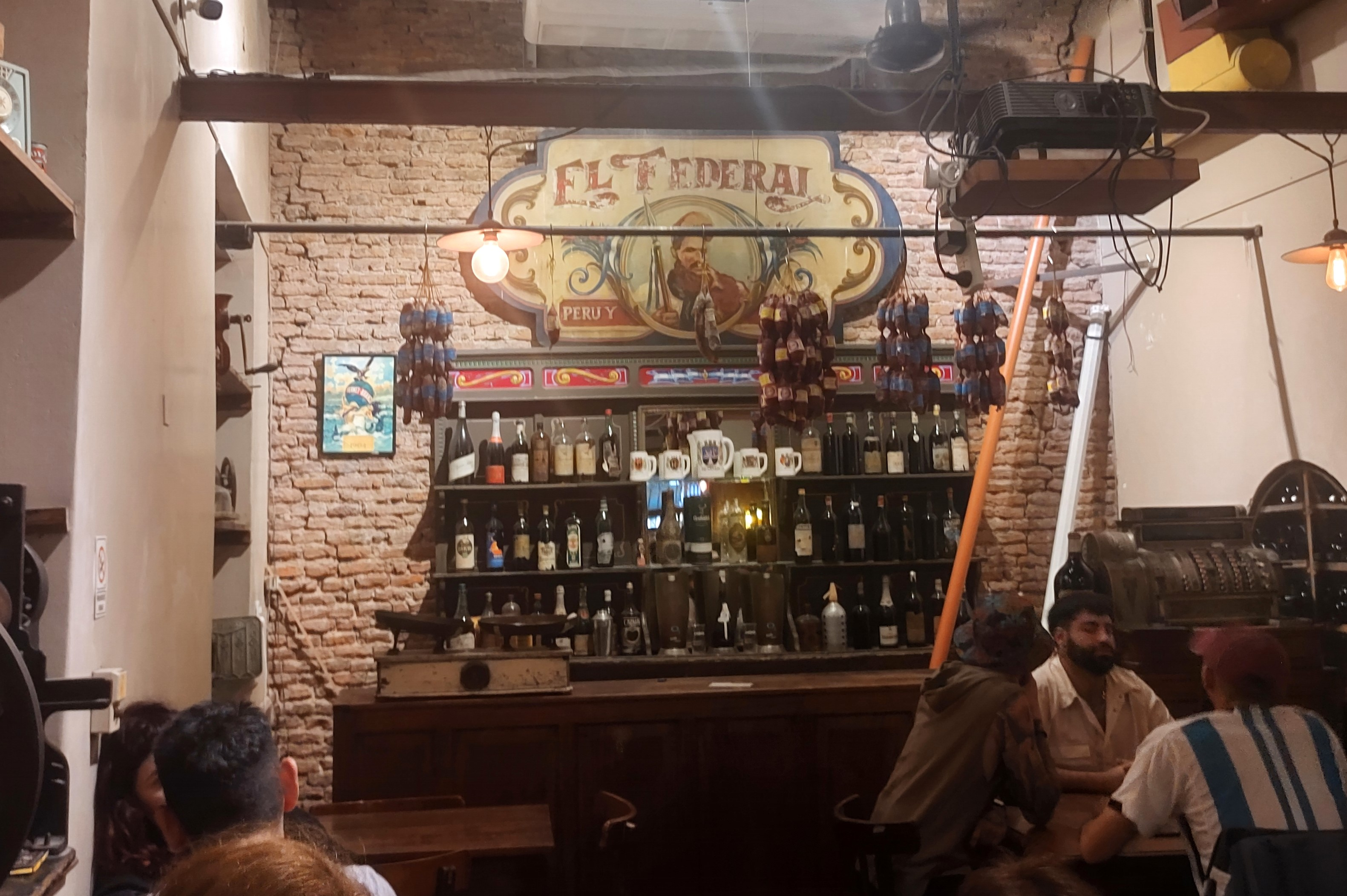
Interior.

Por Resolución de la Legislatura de la Ciudad Autónoma de Buenos Aires N° 520/2004 del 25 de noviembre de 2004 fue declarado "Sitio de Interés Cultural" «por ser testigo de una época y del barrio de San Telmo».

## Filmografía
En el Bar El Federal se filmaron varias películas: "Cafetín de Buenos Aires", "El Tango cuenta su historia", "Custodio de señoras", "Desde el abismo" y "Adiós, Roberto".